# OTP Bank
OTP Bank Nyrt. er en ungarsk multinational bank. De driver forretning i 11 lande: Albanien, Bulgarien, Kroatien, Ungarn, Moldova, Montenegro, Rumænien, Rusland, Serbien, Slovenien og Ukraine. 
OTP Bank har over 13 mio. kunder fordelt på over 1.500 filialer og 36.000 ansatte. OTP er den største bank i Ungarn med en markedsandel på over 25 %.
OTP Bank blev etableret i 1949. OTP står for Országos Takarék Pénztár (landsdækkende opsparingsbank) Virksomheden blev registreret som et aktieselskab i 1995, hvorefter den ungarske stat solgte sine aktier.